# Łukasze (rejon miński)
Łukasze (biał. Лукашы, ros. Лукаши) – wieś na Białorusi, w obwodzie mińskim, w rejonie mińskim, w sielsowiecie Horanie.
W dwudziestoleciu międzywojennym wieś leżała przy granicy polsko-radzieckiej, po stronie sowieckiej.